# Улянівка (Жмеринський район)
Уля́нівка — село в Україні, у Северинівській сільській громаді Жмеринського району Вінницької області.

## Історія
12 червня 2020 року, розпорядженням Кабінету Міністрів України № 707-р «Про визначення адміністративних центрів та затвердження територій територіальних громад Вінницької області», село увійшло до складу Северинівської сільської громади.
19 липня 2020 року, в результаті адміністративно-територіальної реформи та ліквідації Барського району, село увійшло до складу новоутвореного Жмеринського району.